# Anton Ploeg
Anthonie ('Anton') Ploeg (Rotterdam, 11 mei 1933) is een Nederlandse sociaal antropoloog. Hij heeft veldonderzoek gedaan op een aantal locaties in Nieuw-Guinea. Zijn voornaamste project is een vergelijkende studie van de culturen van het Nieuw-Guinese bergland.

## Opleiding
Anton Ploeg volgde van 1945 - 1952 zijn middelbare opleiding aan het Stedelijk Gymnasium Leiden en het Erasmiaans Gymnasium in Rotterdam. Na zijn diensttijd ging hij Rechten studeren in Groningen maar eigenlijk was dat een tweede keus. Ploegs voorliefde ging uit naar geschiedenis maar een bijna onvermijdelijk levenslang leraarschap bij het voortgezet onderwijs trok hem niet aan. Na het voltooien van zijn academische studie leek de bestuursdienst in Nederlands-Nieuw-Guinea een aantrekkelijk perspectief doch prof. Röling, hoogleraar strafrecht en volkenrecht, raadde hem dat af. Röling voorzag een spoedig einde van het Nederlandse bestuur op het eiland.

## Australië en Nieuw-Guinea
Ploeg werd een alternatief aan de hand gedaan door een van zijn hoogleraren: solliciteren naar een studiebeurs aan de Australian National University te Canberra. Dat deed hij en hij werd aangenomen. Vier jaar werkte hij achtereenvolgens onder de begeleiding van zijn 'supervisors' John A. Barnes, prominent vertegenwoordiger van de Manchester School, en Marie Reay en Paula Brown, bekende antropologen gespecialiseerd in de culturen van het bergland van Nieuw-Guinea. Ploeg promoveerde in 1966 in Canberra op de uitkomsten van zijn antropologisch veldwerk bij de Dani in westelijk Nieuw-Guinea, nu de Indonesische provincie Papoea. De thesis Government in Wanggulam werd enkele jaren later in Nederland uitgegeven door het Koninklijk Instituut voor Taal-, Land- en Volkenkunde in Leiden.

## Utrecht, Nieuw-Guinea, Utrecht
Terug in Nederland was Ploeg van 1964-1967 wetenschappelijk medewerker aan het Instituut voor Culturele Antropologie en Niet-Westerse Sociologie van de Rijksuniversiteit Utrecht met als leeropdracht 'politieke antropologie', wat in het verlengde lag van het onderwerp van zijn dissertatie. 
In 1968 keerde hij terug naar Nieuw-Guinea waar hij tot 1973 als wetenschappelijk onderzoeker deel uitmaakte van de New Guinea Research Unit in Port Moresby. In die jaren deed hij onderzoek naar 'rurale ontwikkeling' op drie locaties in Papoea-Nieuw-Guinea, toen nog het onder Australisch bestuur vallende Territorium Papoea en Nieuw-Guinea: Situm en Gobari bij de plaats Lae in de provincie Morobe; Hoskins in Nieuw-Brittannië, en Chimbu in het centrale bergland. Over ieder van die onderzoeken publiceerde Ploeg in wetenschappelijke tijdschriften.
Vanaf 1973 werkte Anton Ploeg weer aan de Universiteit van Utrecht, eerst als wetenschappelijk hoofdmedewerker bij de vakgroep Culturele Antropologie, later bij de nieuwe vakgroep KOSES, Komparatieve Sociaal-Ekonomische Studiën. Nadat KOSES opgeheven was werkte hij bij vakgroep Planning en Beleid, die gedomineerd werd door sociologen. Ploeg gaf inleidende colleges aan studenten antropologie en begeleidde scripties over een groot bereik aan onderwerpen en enkele afstudeerprojecten in Nieuw- Guinea. Maar aan zijn eigen specialisatie kwam hij niet meer toe. Daar bracht hij verandering in na zijn vervroegde pensioen in 1991.

## Vergelijkende studies
Sinds zijn terugtreden houdt Anton Ploeg zich hoofdzakelijk bezig met de revaluatie van de etnografische studies van de centrale berglandculturen. In de vergelijkende studies van Melanesië figureren de gemeenschappen van oostelijk Nieuw-Guinea prominenter dan die van het westelijke deel, het voormalige Nederlands-Nieuw-Guinea. Enerzijds is dat het gevolg van intensiever etnografisch onderzoek daar, anderzijds een gevolg van het feit dat het overgrote deel van de uitkomsten van etnografisch onderzoek in het westelijke deel van het eiland in andere talen dan het Engels is gepubliceerd. Ploeg biedt syntheses of nieuwe analyses van bestaande studies, al dan niet gepubliceerd. Zijn verdienste is dat hij Nederlandstalig etnografisch werk meer bekendheid geeft bij de internationale wetenschappelijke gemeenschap.